# Barrufets (pel·lícula)
Barrufets (títol original en anglès, Smurfs) és una pel·lícula d'animació còmica fantàstica basada en la sèrie de còmics Els barrufets creada pel dibuixant belga Peyo. Es tracta d'una reinvenció de la saga cinematogràfica d'Els barrufets, i és dirigida per Chris Miller i codirigida per Matt Landon, a partir d'un guió escrit per Pam Brady. La pel·lícula és protagonitzada per la veu original de Rihanna com la Barrufeta, juntament amb un repartiment coral que inclou Nick Offerman, Natasha Lyonne, JP Karliak (en un doble paper), Dan Levy, Amy Sedaris, Nick Kroll, James Corden, Octavia Spencer, Hannah Waddingham, Sandra Oh, Alex Winter, Billie Lourd, Xolo Maridueña, Kurt Russell i John Goodman. Ha estat doblada al català.
El febrer de 2022, es va informar que LAFIG Belgium i IMPS (ara coneguda com a Peyo Company), els propietaris de la marca Barrufets, havien acordat una associació amb Paramount Animation per produir diverses pel·lícules d'animació dels Barrufets, i que el primer projecte seria un musical. Brady va ser contractat per escriure'n el guió, i la producció havia de començar aquell mateix any. El juny de 2022, es va anunciar que s'havia contractat Miller per dirigir la pel·lícula, i l'abril de 2023, Rihanna es va unir a la pel·lícula com a actriu de doblatge i productora, a més d'escriure i gravar diverses cançons originals. Els serveis d'animació van ser proporcionats per Cinesite. Henry Jackman va compondre la banda sonora de la pel·lícula.
Barrufets es va estrenar als Estats Units el 18 de juliol de 2025 a càrrec de Paramount Pictures.